# Weingut Manfred Tement
Das Weingut Manfred Tement in Berghausen, Ortsteil der Gemeinde Ehrenhausen an der Weinstraße, ist ein österreichisches Weingut im Weinbaugebiet Südsteiermark.

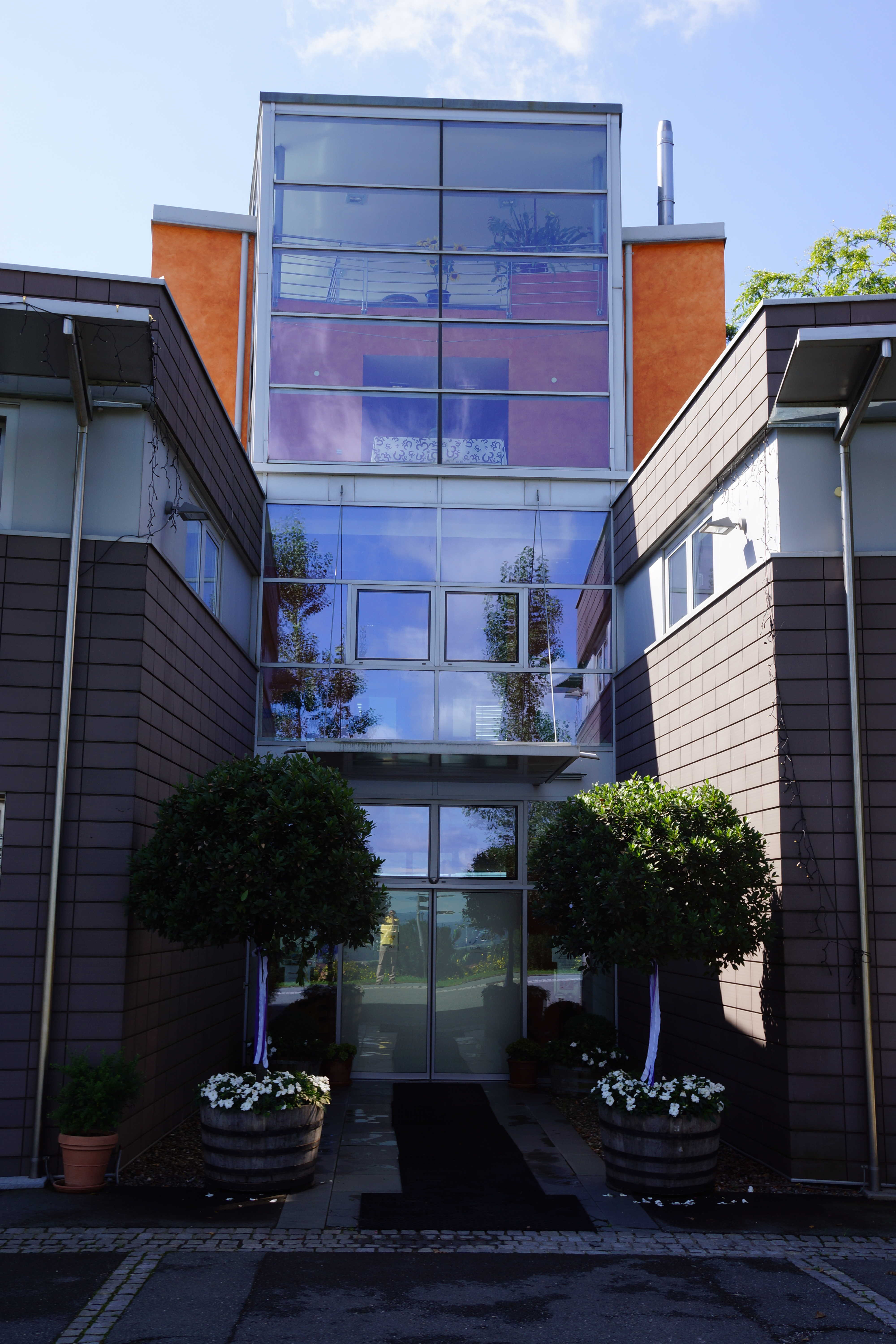
Weinarchitektur: Treppenturm des Weingutes Tement

## Das Weingut
Geleitet wird das 1962 gegründete Weingut seit 1979 von Manfred Tement. Mittlerweile ist sein Sohn Armin Tement hauptverantwortlich für die Weingärten und den Keller. Das Weingut gilt als Leitbetrieb für den Weinbau der gesamten Steiermark und ist Mitglied der Steirischen Terroir- und Klassikweingüter.
2019 rodete das Weingut zwei Hektar Wald mit schutzwaldartigem Charakter am Graßnitzberg zur Erweiterung der Weinberge. 2023 kam es an dieser Stelle zu einem Erdrutsch mit Sperrung der Landesstraße L 613 und Betretungsverbot.

## Rebfläche und Weine
Die Rebfläche beträgt 85 Hektar (Stand 2015), die zu 97 Prozent mit weißen Rebsorten, hauptsächlich Welschriesling, Sauvignon Blanc und Morillon, bestockt sind. Sauvignon Blanc dominiert inzwischen 60 % der Rebfläche. Die bekanntesten Weine sind die Sauvignon Blancs und Morillons aus den Lagen Zieregg, Sernau und Grassnitzberg. Andere weiße Rebsorten sind Weißburgunder, Grauburgunder, Gelber Muskateller und Gewürztraminer. Zum Ausbau der Roséweine und Rotweine werden die Rebsorten Zweigelt, Blaufränkisch und Blauer Wildbacher eingesetzt.

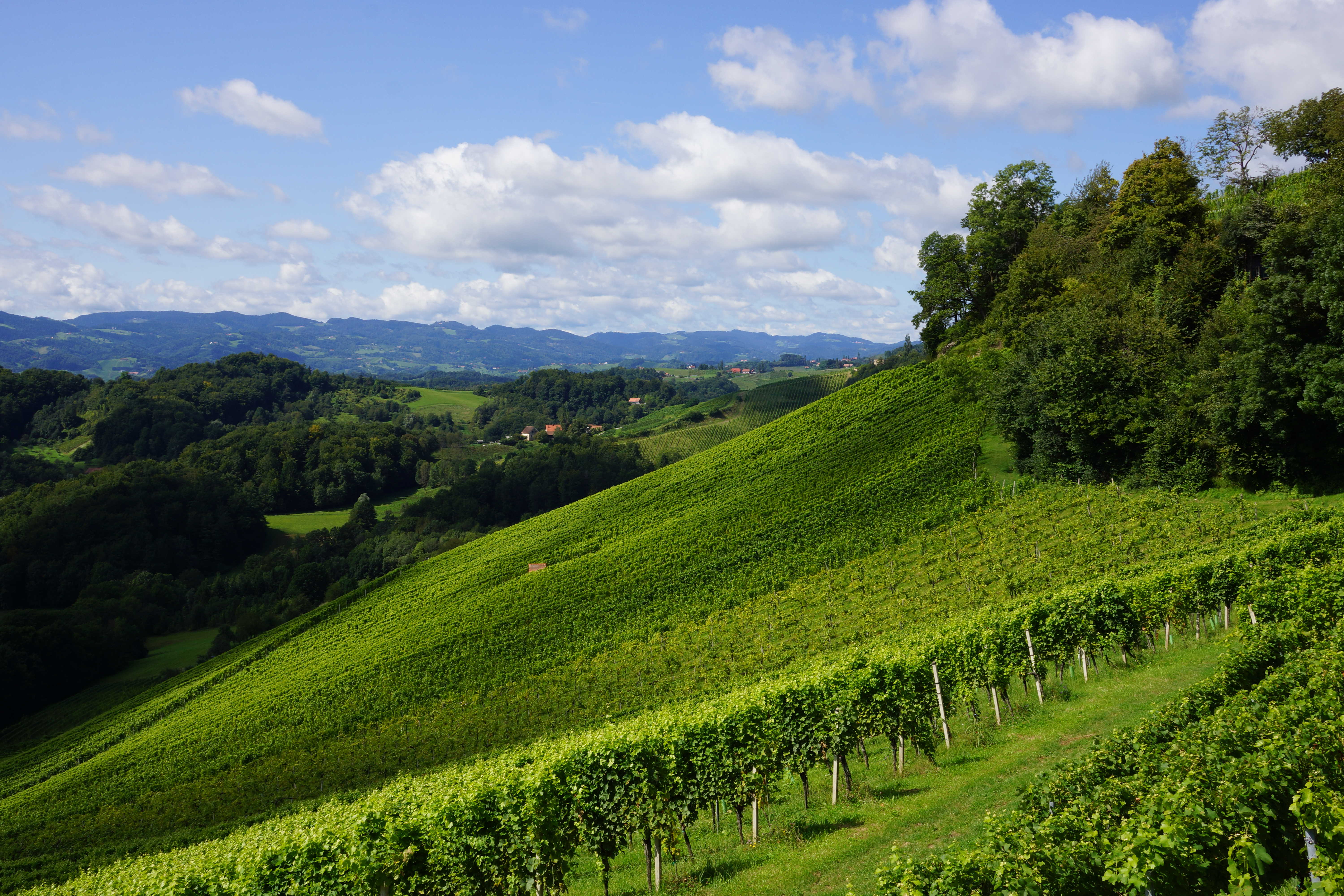
Ried Zieregg

Die wichtigste Weinbergslage des Weinguts ist die Riede Zieregg. Ein Teil der Lage Zieregg liegt jenseits der Grenze in Slowenien; dort wurde ein Tochterweingut namens „Domaine Ciringa“ mit 20 Hektar Rebfläche gegründet.